# Onhaye
Onhaye este o comună francofonă din regiunea Valonia din Belgia. Comuna Onhaye este formată din localitățile Onhaye, Anthée, Falaën, Gerin, Serville, Sommière și Weillen. Suprafața sa totală este de 65,53 km². La 1 ianuarie 2008 comuna avea o populație totală de 3.139 locuitori. 
Comuna Onhaye se învecinează cu comunele Mettet, Anhée, Florennes, Dinant și Hastière.